# Ala-Uonua
Ala-Uonua, Keski-Uonua och Ylä-Uonua eller Uonuanlammit är sjöar i Finland. De ligger i kommunen Vaala i landskapet Norra Österbotten, i den centrala delen av landet, 500 km norr om huvudstaden Helsingfors. Ala-Uonua ligger 129,2 meter över havet. Arean är 95,4 hektar och strandlinjen är 3,98 kilometer lång. Sjön  ingår i Uleälvens huvudavrinningsområde.   Den sträcker sig 0,9 kilometer i nord-sydlig riktning, och 1,5 kilometer i öst-västlig riktning.